# خودرو بیابانگرد
خودروی بیابانی نامی کلی است برای هر گونه از خودروها که توان راندن در جاده‌های ناهموار شنی و خاکی و سطوح بیابانی را داشته‌باشند.

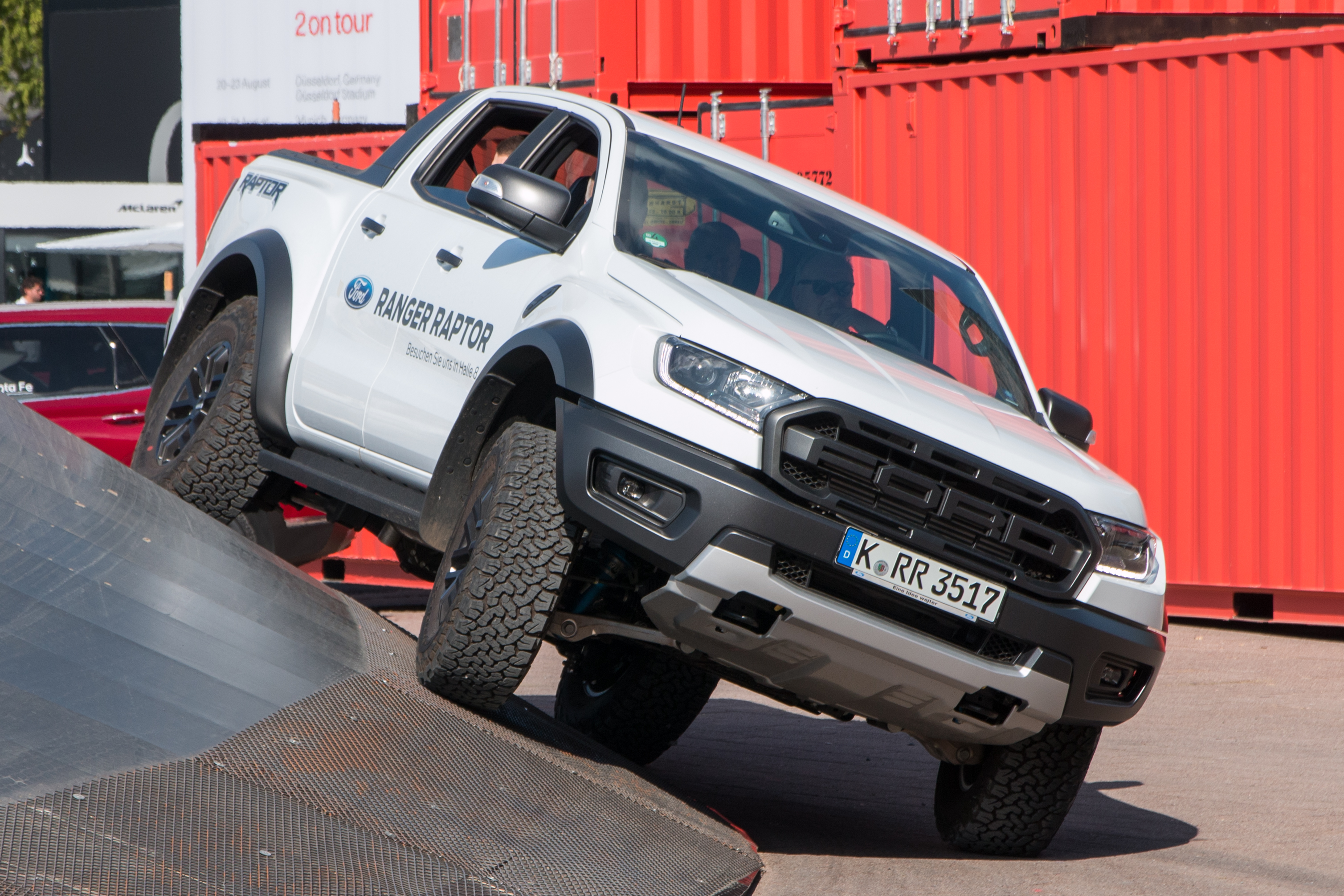
فورد رپتور

این گونه خودروها معمولاً تایرهای بزرگ با گلگیرهای بزرگ و باز دارند و سیستم تعلیق آن‌ها نرمش‌پذیر است. کمپانی های مانند جیپ لندروور تویوتا نیسان از اولین تولید کنندگان انبوه خودروهای آفرود هستند.